# Kolejowa obwodnica Helsinek

Przebieg obwodnicy

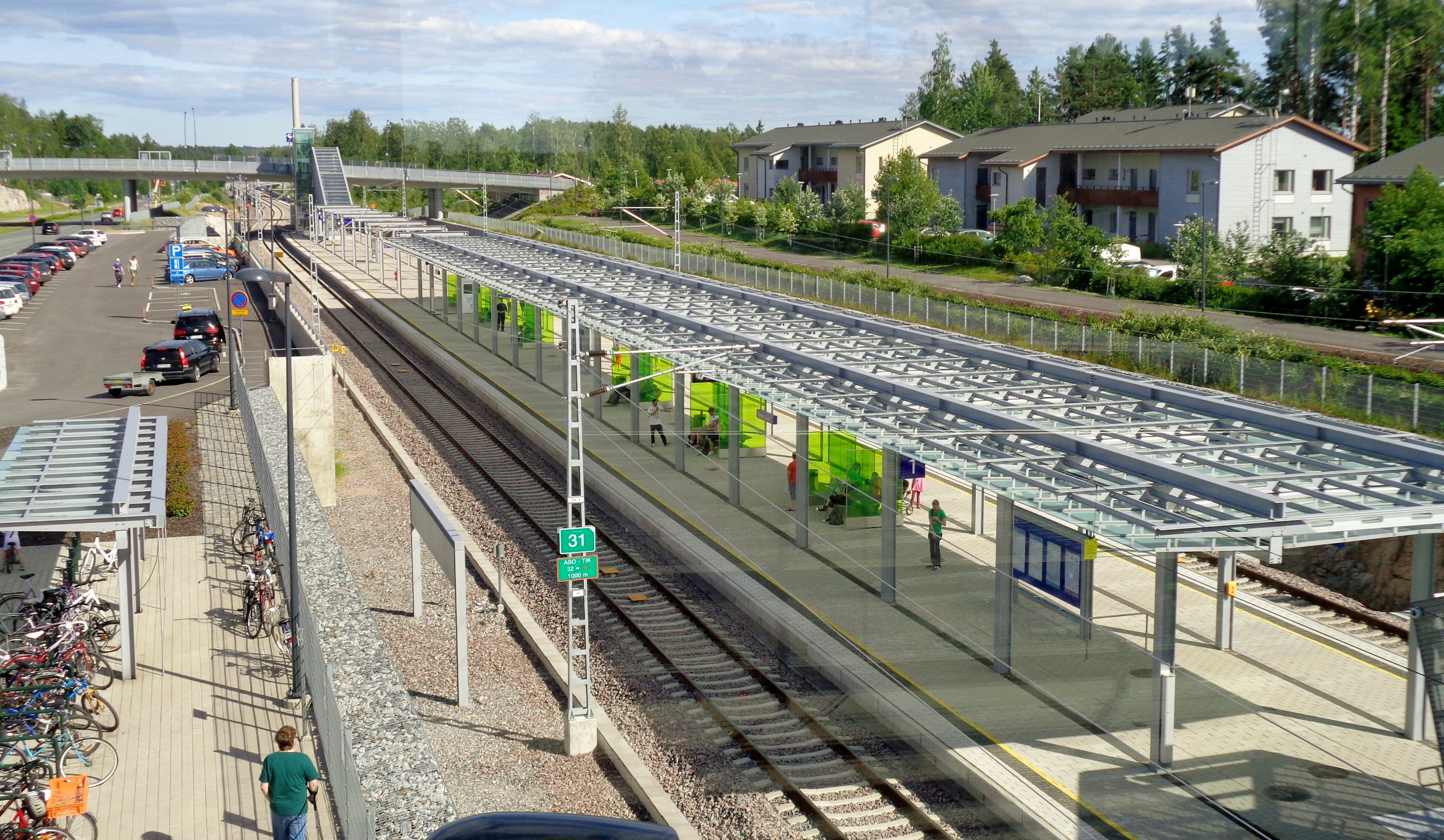
Stacja Leinelä

Kolejowa obwodnica Helsinek (fiń. Kehärata, szw. Ringbanan) – linia kolejowa wchodząca w skład helsińskiej kolei aglomeracyjnej na terenie miasta Vantaa. Łączy stacje Tikkurila i Vantaankoski, przejeżdżając przez tunel pod portem lotniczym Helsinki-Vantaa. Zapewnia połączenie kolejowe Helsinek z lotniskiem, a także z dzielnicą biznesową Aviapolis.

## Przebieg
Długość linii wynosi 18 km, z czego ponad 8 km przebiega pod ziemią. Ma ona łukowaty kształt; na jednym końcu łuku znajduje się lotnisko, na drugim – stacja Vantaankoski, końcowa stacja kolei miejskiej, miejsce przesiadek do linii dalekobieżnych z pominięciem stacji Helsinki Centralne. W pierwszej fazie powstało 5 stacji: Vehkala, Kivistö, Aviapolis, Helsinki Lotnisko i Leinelä. Stacje Aviapolis i Helsinki Lotnisko znajdują się w tunelu, pozostałe są naziemne. W kolejnej fazie budowy powstaną następne 3 stacje: Petas (na powierzchni), Viinikkala (w tunelu) i Ruskeasanta (w tunelu).

## Historia
Budowę rozpoczęto 13 marca 2009. Planowany koszt tej inwestycji (2010) wynosił 605 mln euro, a planowaną datą zakończenia budowy był początkowo czerwiec 2014. Linię otwarto 1 lipca 2015 roku. Stacja Helsinki Lotnisko została otwarta 10 dni później.